# Oxylobium tricuspidatum
Oxylobium tricuspidatum är en ärtväxtart som beskrevs av Meissner. Oxylobium tricuspidatum ingår i släktet Oxylobium och familjen ärtväxter. Inga underarter finns listade i Catalogue of Life.